# Pere Pascual Salichs
Pere Pascual Salichs (1883-1965) fou un advocat i polític català.

## Biografia
Fou alcalde de Sabadell per la Lliga Regionalista des del 3 de desembre de 1918 fins a l'1 d'abril de 1922, substituït mitjançant reial ordre per Antoni Cusidó. Va ser també president de la Lliga a la ciutat i candidat a Corts, així com diputat segon del Col·legi d'Advocats de Sabadell de 1924 a 1945.
Amb el suport de la Cambra de Comerç i el Gremi de Fabricants, el 26 d'abril de 1919 va demanar al ministre de Guerra un regiment que fos destinat a reprimir les protestes obreres. Pascual Salichs es va dirigir al director de la Guàrdia Civil i al ministre de Governació per recordar-los que la caserna de la Guàrdia Civil havia estat costejada per la població, amb un cost de 300.000 pessetes, i reclamant-los que fos convertida en Comandància, amb més efectius d'infanteria i sobretot forces de cavalleria
Va patir l'oposició de les forces republicanes, partidàries que els Ferrocarrils catalans passessin per sota terra; Salichs s'hi oposava i pretenia que travessessin la ciutat, però finalment la posició dels republicans va vèncer i les vies van ser soterrades. El projecte dels ferrocarrils s'inicià al 17 de desembre de 1912, però el tren no arribà a Sabadell fins al 12 de setembre de 1925 
Durant la República, Salichs va ser secretari municipal i no es va exiliar. Amb la victòria franquista va continuar a la secretaria de l'Ajuntament. Va escriure molts articles com a col·laborador a "Boletín" i a la premsa local de la Falange a la secció fixa anomenada “Humaredas”, sota el pseudònim Nihil.
En el primer número del diari de FET-JONS Sabadell, Pascual Salichs mostrava el seu abandó a la causa catalanista i la ferma adhesió al nou règim: ” …En una palabra: ha de poseer (la ciutat) cada factor y elemento integrante de la ciudad, ser individual o colectivo. la firme convicción de que la ciudad es el taller de la máximo laboriosidad? del que somos obreros todos, para dar satisfacción a todas las necesidades. desde las de como entidad física y material, a las de gran envergadura espiritual. económica. cultural benéfica pero como célula tan solo de una Entidad superior única e indivisible que es España”.